# Corynoneurella paludosa
Corynoneurella paludosa är en tvåvingeart som beskrevs av Lars Zakarias Brundin 1949. Corynoneurella paludosa ingår i släktet Corynoneurella, och familjen fjädermyggor. Arten är reproducerande i Sverige.